# Церемонія відкриття літніх Олімпійських ігор 2016

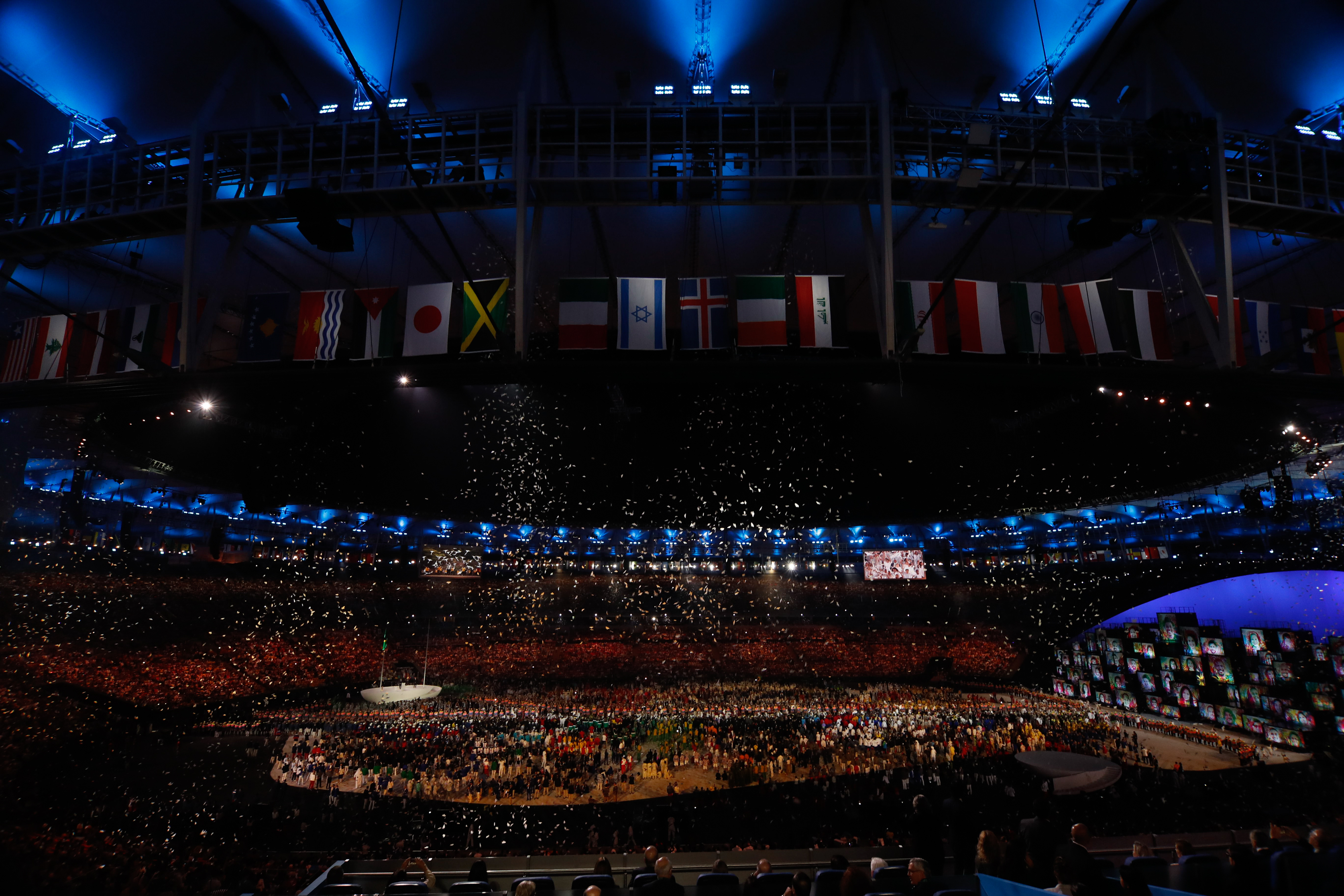
Церемонія відкриття XXXI літніх Олімпійських ігор на стадіоні «Маракана»

Церемонія відкриття XXXI літніх Олімпійських ігор відбулася 5 серпня 2016 року на стадіоні Маракана в Ріо-де-Жанейро. Традиційно церемонія складалася з трьох частин: художнього шоу, де відбувалась презентація культурного надбання країни-господаря, параду олімпійців та офіційної частини.
Загалом на відкритті Олімпійських ігор було присутньо майже 75 000 глядачів. Телевізійна аудиторія склала близько 3 мільярдів глядачів.

## Церемонія

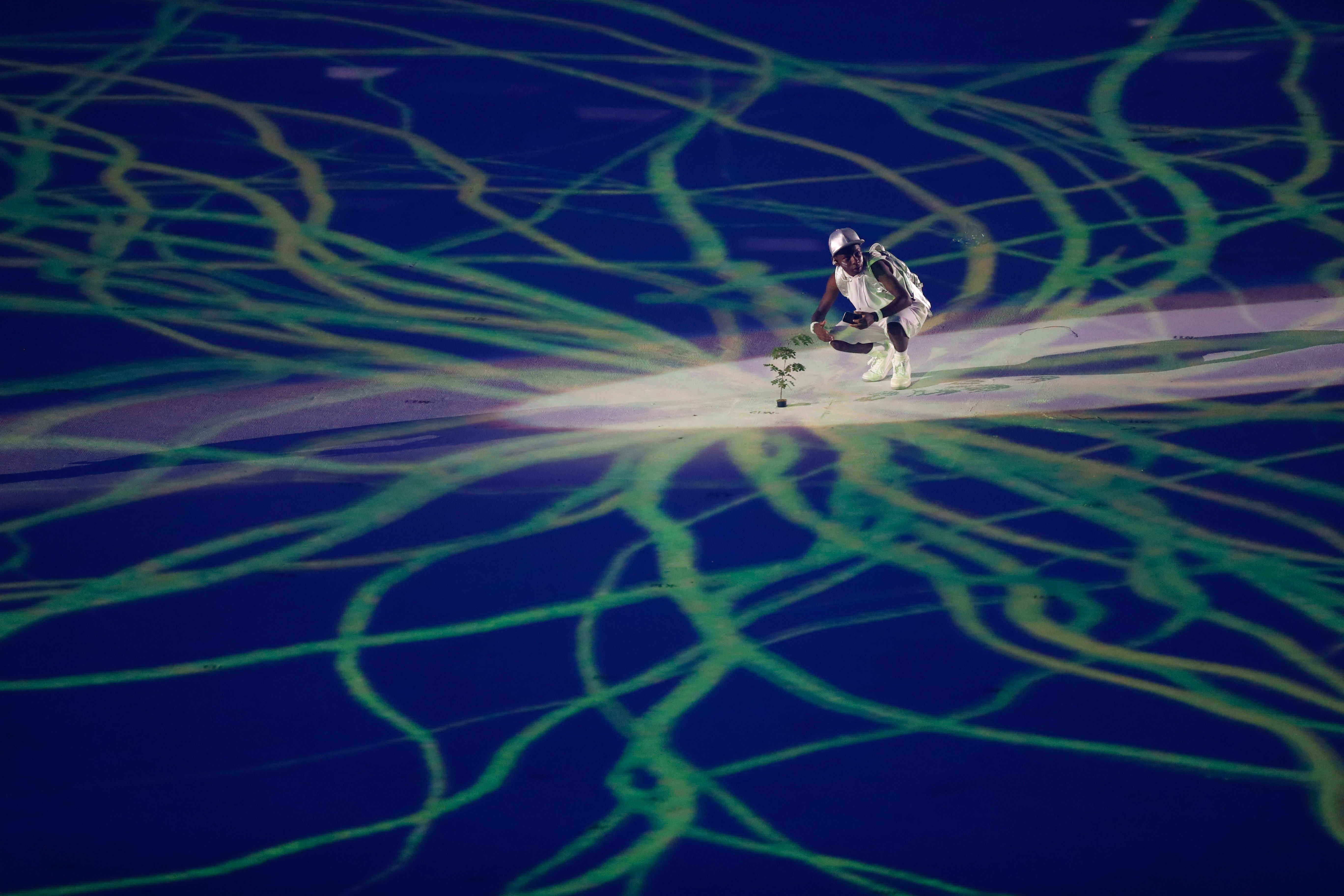
Одна з головних ідей на церемонії — ідея збереження навколишнього середовища

### Шоу
Церемонія відкриття розпочалася піснею Aquele Abraço, котру виконав бразильський співак та актор Луіз Мелодіа. Паралельно спів глядачам було показано відео з краєвидами та людьми Ріо-де-Жанейро.
Першим великим хореографічним елементом став виступ 1000 учасників, котрі за допомогою 250-и великих листків фольги створювали на сцені різноманітні орнаменти навіяні творчістю Атоса Булькао.
Підняття прапора Бразилії та виконання національного гімну.
- Історія Бразилії, музика Бразилії

- Згадані бразильські митці:[4]

### Відкриття
- Виступ голови Національного олімпійського комітету Бразилії

- Виступ Томаса Баха (нагородження Кіпчоге Кейно)

- Клятви

## Запалення олімпійського вогню

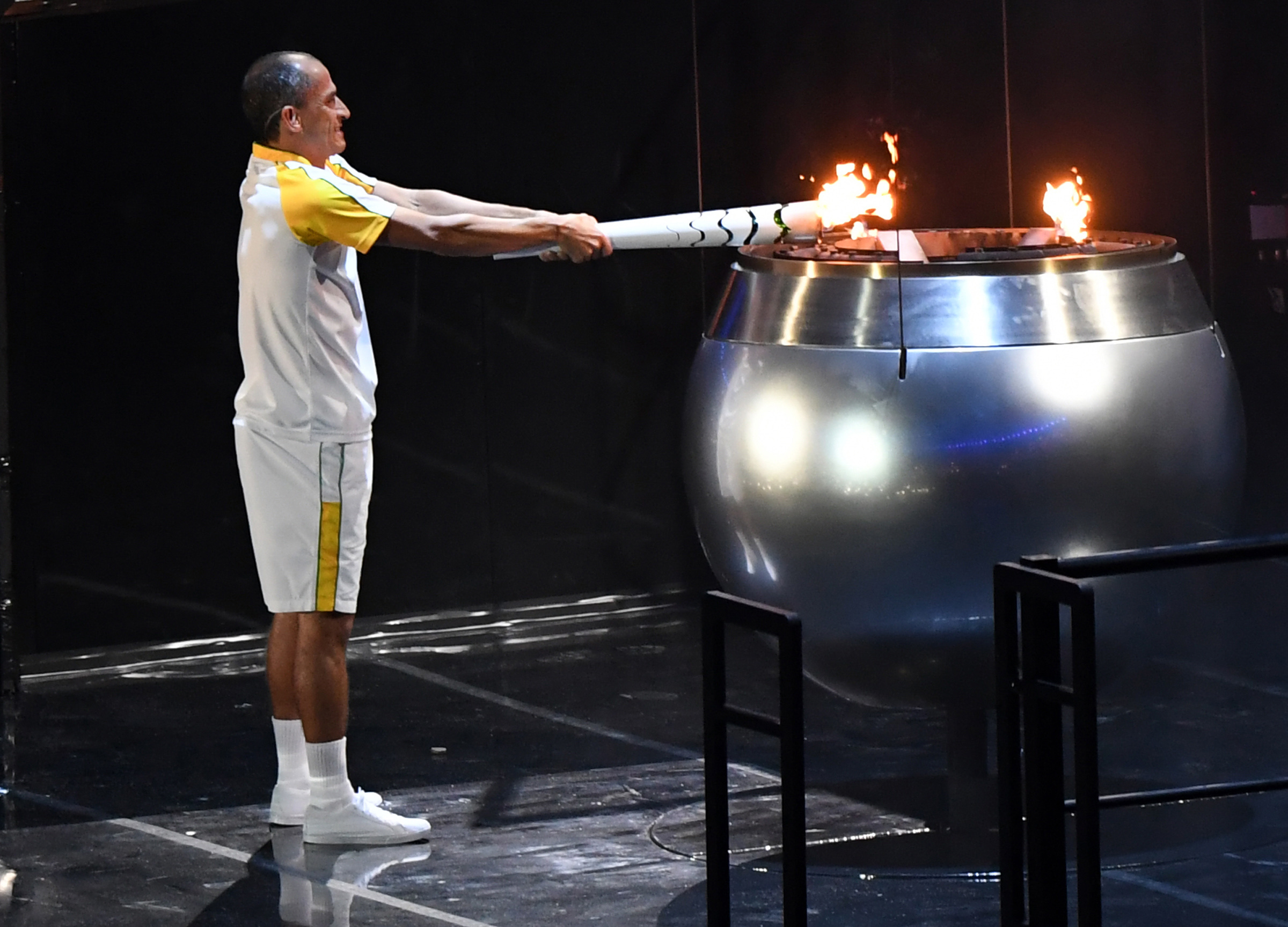
Момент запалення вогню на стадіоні

На церемонії відкриття закінчилась естафета олімпійського вогню. На Маракану факел з олімпійським вогнем приніс колишній тенісист Густаво Куертен, вже на стадіоні передавши його Ортензії Маркарі (в минулому баскетболістці).
Довгий час напередодні церемонії офіційно не було оголошено, хто запалить олімпійський факел в Ріо. Очікувалося, що це буде Пеле, однак 75-річний спортсмен відмовився, посилаючись на стан здоров'я. Замість нього останній етап естафети провів та запалив олімпійський вогонь на Маракані бронзовий призер Олімпійських ігор 2004 року, колишній бразильський марафонець Вандерлей ді Ліма.

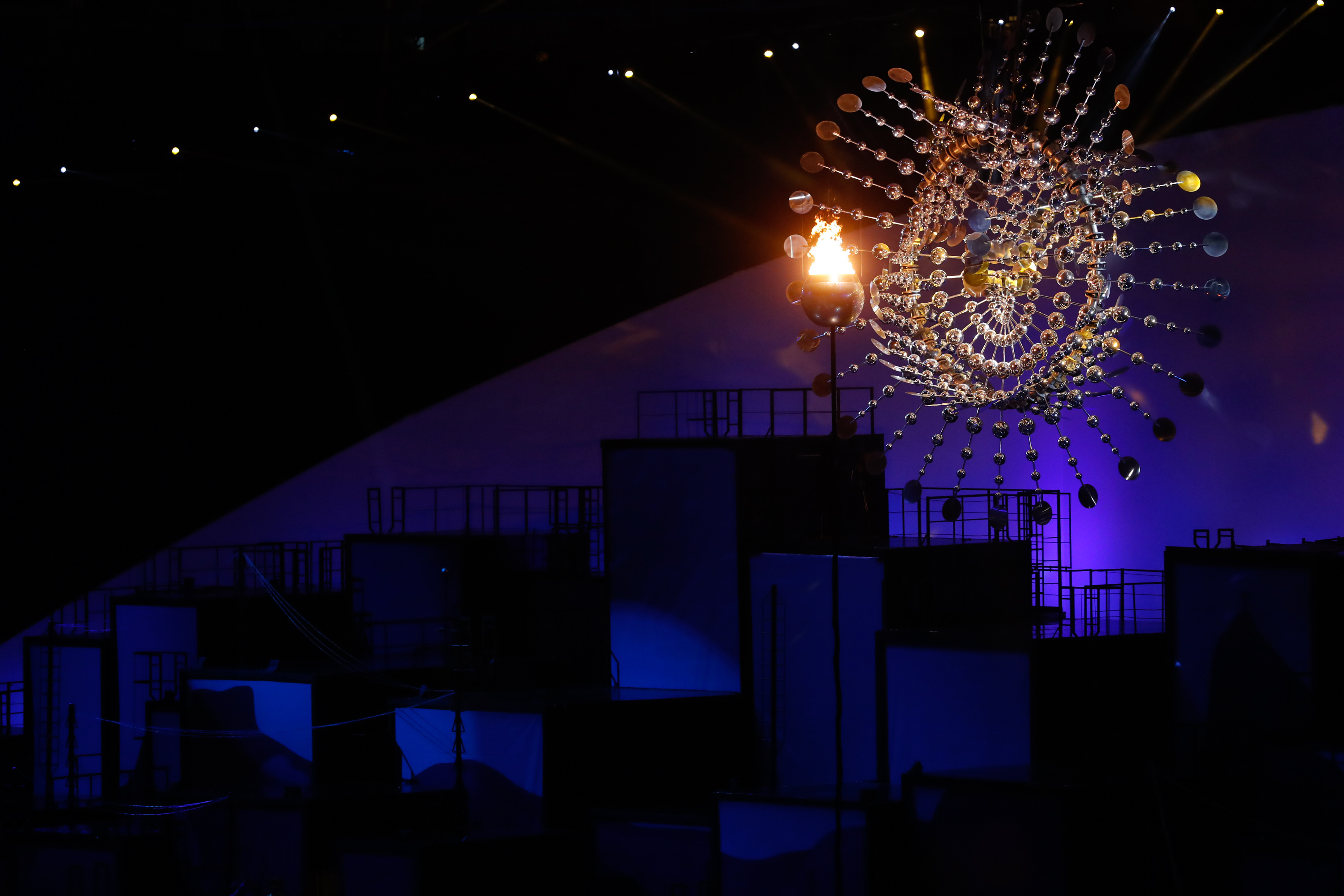
Олімпійський вогонь на стадіоні Маракана

Ідеї збереження навколишнього середовища наклали відбиток і на дизайн чаші олімпійського вогню. Вона має порівняно невеликі розміри та горить невеликим полум'ям. За задумом організаторів, це має слугувати нагадуванням про загрозу глобального потепління та символізує заклик до зменшення викидів шкідливих та парникових газів у атмосферу.
Чаша олімпійського вогню доповнена кінетичною скульптурою авторства Ентоні Хоу.
Подібна чаша зі скульптурою встановлена